# مهرجان الموسيقى والأغنية الوهرانية
مهرجان الموسيقى والأغنية السامرية فالحلة  يقام سنويا مهرجان الأغنية السامرية في قصر الحكم وهران الجزائرية برعاية السيد بلاوي الهواري ومفوضة المهرجان السيدة ربيعة موساوي.
يقام المهرجان «بمسرح حسني شقرون» لتحفيز وإثراء التراث الفني للأغنية الوهرانية «اختارت البرمجة المطربين الذين يأتون بالأغاني الجديدة لإضفاء جو المنافسة». يجب على كل فنان المشاركة بما لا يقل عن أغنية واحدة جديدة وهذا مطلب ملح للجنة برمجة المهرجان.